# Obiata

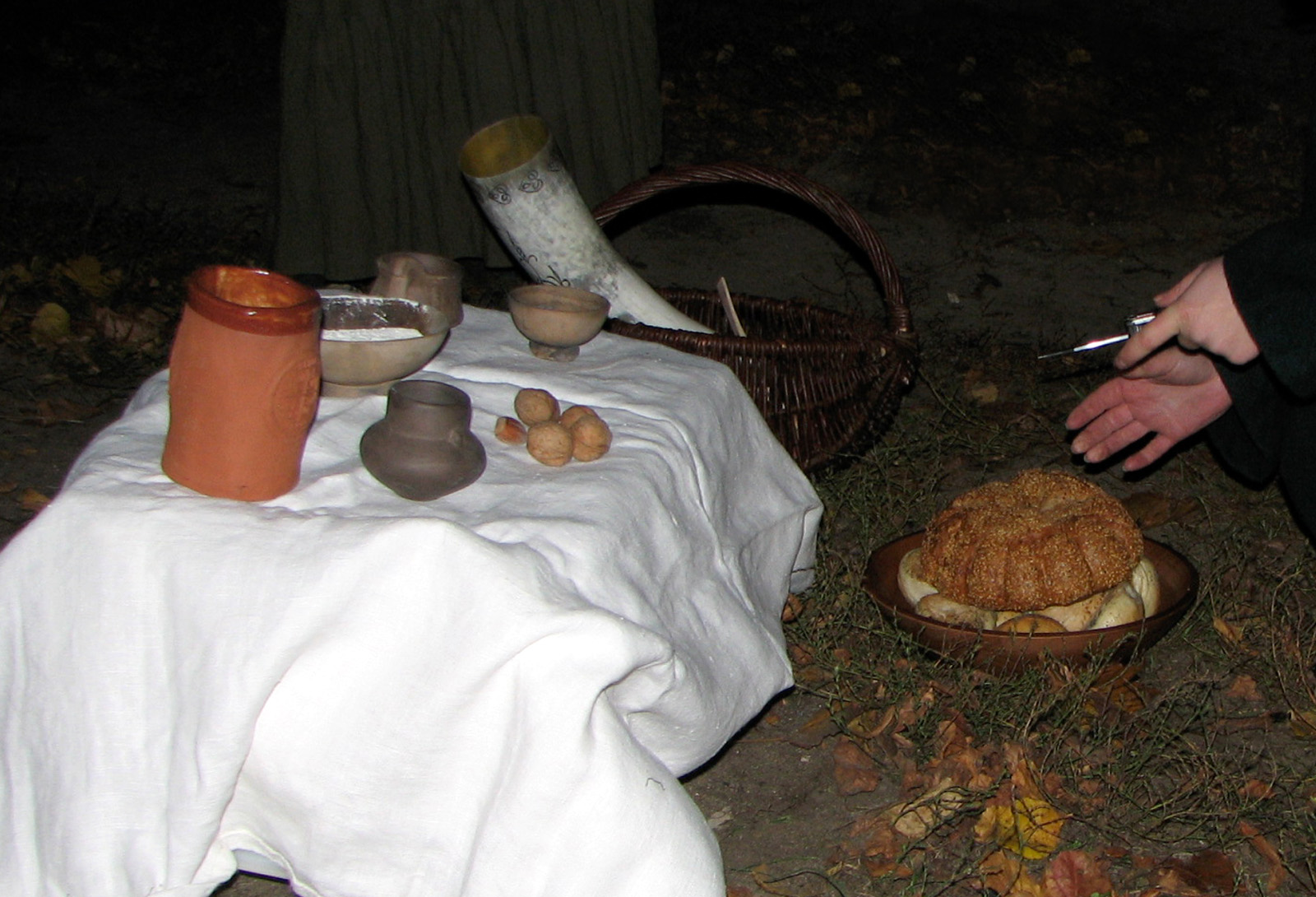
Przygotowanie obiaty w trakcie święta Dziadów – RKP (2008)

Obiata – termin oznaczający ofiarę składaną bogom lub siłom nadnaturalnym. 

## Hinduizm
W rytuałach wedyjskich, opisywanych w Rygwedzie, stosowano obiatę jako wlewaną lub wrzucaną do ognia. Ogień pojmowano jako widzialny przejaw  ust boskich istot, do których rytuał kierowano.

## Słowianie zachodni
Słowianie zachodni składali ją także, by uczcić zmarłych. Analogicznym pojęciem, występującym wśród Słowian wschodnich i południowych była żertwa. Wśród Słowian połabskich funkcjonowało z kolei określenie „trzeba”, który podobnie jak słowo „obiata” oznaczał „coś należnego, obiecanego, ślubowanego”.
Po chrystianizacji obiata przetrwała w zachodniosłowiańskim folklorze jako tzw. „boży obiad”, w trakcie którego bogaci obywatele chcąc wyjednać sobie łaskę Bożą urządzali wystawne uczty dla biedaków.